# 鲍沃
沙德·格利高里·莫斯（英語：Shad Gregory Moss，1987年3月9日—），是美国的说唱歌手和演员。他在13岁时便发行了出道专辑《Beware of Dog》，之后以小鲍沃（Lil' Bow Wow）作为艺名从事演出，直到2003年发行专辑《Unleashed》时，改为鲍沃（Bow Wow）。之后，他又发行了三张专辑，分别是2005年的《Wanted》、2006年的《The Price of Fame》以及2009年的《New Jack City II》。2007年，他发布了同奥马里恩合作的专辑《Face Off》。
鲍沃2002年初涉影坛，参演了电影《小鬼魔鞋》。之后他又出演了《冰上迪斯科》（2005）、《玩命關頭3：東京甩尾》（2006）、《飓风季节》（2009）和《彩票风波》（2010）。电视方面，他参演了电视剧《明星伙伴》第五季和第六季。

## 早年
鲍沃生于俄亥俄州哥伦布，其母为特蕾莎·卡德维尔（Teresa Caldwell），其生父为阿方索·莫斯（Alfonso Moss），继父为罗德尼·卡德维尔（Rodney Caldwell），他还有两个继妹，埃利卡（Erica Caldwell）和贾萨拉（Jasarah Caldwell）（由继父带来的）。 3岁时他开始对音乐着迷。6岁时，他以“匪帮男孩”（Kid Gangsta）的绰号开始了说唱生涯；那时的他还是N.W.A的歌迷。1993年，他在洛杉矶的一个演唱会上演出，并得到了说唱歌手史努比狗狗的赏识，后者为他取了“鲍沃”的艺名。德瑞博士的Death Row唱片公司签下了鲍沃。小鲍沃接着出现在了史努比狗狗的出道专辑《Doggystyle》中，之后又出现在《Gin and Juice》的MV中。

## 音乐生涯

### 作为小鲍沃
1998年，11岁的鲍沃遇到了唱片制作人杰梅因·杜普里（Jermaine Dupri），后者帮助他踏上了音乐生涯。13岁时（2000年），他以小鲍沃的艺名发布了首张专辑《Beware of Dog》。该专辑的首发单曲是《Bounce With Me》，其中女子组合Xscape加盟演出。该专辑还收录了有史努比狗狗加盟的《Bow Wow (That's My Name)》，该曲登上了公告牌说唱单曲榜榜首。此外还有《Puppy Love》、《Ghetto Girls》以及为电影《飙风战警》（Wild Wild West）创作的歌曲《The Stick Up》，鲍沃的启蒙导师杰梅因·杜普里在该曲中献声。美国唱片工业协会与2001年3月5日授予《Beware of Dog》双白金销量证明。
2002年，他的第二张专辑《Doggy Bag》发布，其中包括单曲《Take Ya Home》（同锯齿边缘合唱团合作)，该曲曾登顶公告牌百强单曲榜以及节奏布鲁斯（R&B）/嘻哈歌曲热曲榜，该专辑中的另一首单曲《Thank You》也登顶节奏布鲁斯榜。此张专辑在公告牌二百强专辑榜上最高达到11位，在最佳节奏布鲁斯/嘻哈专辑榜上排名次席，并获得了白金销量。小鲍沃还为自己参演的电影《乔丹传人》制作了歌曲《Basketball》，该曲在R&B榜上位列榜首，在说唱歌曲榜上排名第25位。

### 作为鲍沃
2002年4月，鲍沃去掉了自己艺名里的“小”字；他在接受MTV新闻采访时表示：“我改名是因为我已经成长了，而且现在有太多名称带‘小’的人。”以新艺名发布的第一张专辑为2003年的《Unleashed》。该专辑的主打单曲为《Let's Get Down》，Cash Money唱片公司创始人、说唱歌手博德曼在其中献声。该曲登上公告牌百强单曲榜第14位，在说唱热曲榜上排名第6位。第二首单曲《My Baby》随后发布，有锯齿边缘合唱团的加盟。不同于他之前的专辑，这次的专辑并没有在杰梅因·杜普里指导下制作。该专辑的友情客串包括锯齿边缘合唱团、博德曼、马里奥以及艾米瑞。专辑《Unleashed》于2003年9月25日获得黄金销量认证。鲍沃在2004年出现在JoJo单曲《Baby It's You》的混音版中。
专辑《Wanted》发布于2005年，首支单曲是同奥马里恩（Omarion）合作的《Let Me Hold You》，该曲在说唱榜上摘得榜首，在公告牌百强单曲榜上位列第四。接下来同席亚拉合作的单曲《Like You》巧合的成为两人恋情的开端。接着是有杰梅因·杜普里和说唱歌手J-Kwon加盟的《Fresh Azimiz》，该曲在百强单曲榜上名列第23位，在说唱热曲榜上则位居第6名。该专辑取得了白金销量。鲍沃还参与了流行尖端乐团单曲《I Think They Like Me》混音版的制作，该曲在百强单曲榜中成绩为第15名，在说唱热曲榜中摘得头名。
2006年，专辑《The Price of Fame》发布，主打单曲《Shortie Like Mine》由克里斯·布朗合作完成，该曲在百强热曲榜上最高达到第9名，并登顶了说唱热曲榜。同T-Pain合作的单曲《Outta My System》则影射了鲍沃同席亚拉分手。该曲在百强热曲榜上位居第22名，并成为说唱榜榜眼。整张专辑获得黄金销量认证。
鲍沃和奥马里恩于2007年12月11日推出了合作专辑《Face Off》。第一支单曲为《Girlfriend》，在百强榜上排名33；第二支单曲为《Hey Baby (Jump Off》。
2008年，为了2008年美国总统选举，鲍沃领导了一个涉及15城的“走遍美国”（Walk Across America）活动，为新选民登记。同年，他发布了一张名为《Half Man, Half Dog Vol. 1》的混音带。2009年2月又发布了续篇《Half Man, Half Dog Vol. 2》。2009年3月，鲍沃的第六张专辑《New Jack City II》面世，这也是他首张贴上“家长指导标志”的专辑：MTV新闻的史蒂文·罗伯斯（Steven Roberts)认为该专辑探索了“可卡因对于内城社区的影响”，该专辑有T.I.等人客串。该专辑的首支官方单曲为《You Can Get It All》，同琼塔·奥斯丁合作，采样了TLC乐队的歌曲《Baby-Baby-Baby》，该曲最高位列百强单曲榜第55名，并在说唱热曲榜上位列第9名。
2009年8月16日，鲍沃宣布与小韦恩担任老板的Cash Money唱片公司签约。有关该合约以及新专辑的细节并未告知媒体。

## 电影生涯
鲍沃曾客串过电视喜剧《Moesha》以及《斯蒂文·哈维秀》。他在2002年7月3日上映的电影《乔丹传人》中首次担当出演，在该片中他饰演一名矮个子的孤儿，得到一双有魔力的鞋子后进入NBA打球并有神奇的表现。在此之前他还客串出演过《本杰明一家》以及《卡门: 嘻哈人生》。在《乔丹传人》大获成功后，他又出演了多部好莱坞电影，包括《约翰逊一家的快乐之旅》，《冰上迪斯科》和《速度与激情：东京漂移》。此外他还在电视剧《超人前传》以及《丑女贝蒂》中也有过客串演出。他在HBO的《明星伙伴》第五季和第六季中饰演查理。在2008年，他与小韦恩等人参与了影片《飓风季节》（Hurricane Season）的拍摄。这部由影帝福里斯特·惠特克主演的影片真实记录了2006年卡特里娜飓风发生后美国新奥尔良市一所高中篮球队在教练阿尔·科林斯的带领下艰难重建并勇夺州冠军的故事。2009年他受到Ice Cube的邀请，主演影片《彩票风波》（Lottery Ticket）。影片讲述了一个住在贫民窟的年轻人凯文意外中得3.5亿美元彩票，但之后遭到贪婪的邻居百般刁难的故事。影片于2009年10月至11月在美国亚特兰大市进行拍摄，并将于2010年8月20日公映。

## 音乐作品

### 个人专辑
- 2000: Beware of Dog
- 2001: Doggy Bag
- 2003: Unleashed
- 2005: Wanted
- 2006: The Price of Fame
- 2009: New Jack City II
- 2010: The Transition To Shad Moss

### 合作专辑
- 2007: Face Off（同奥马里恩）
- 2010: Stax Of Cash Money Of （同小韦恩）

### 官方混音带
- 2008: Half Man Half Dog Vol.1(由DJ Infamous操刀)
- 2009: Half Man Half Dog Vol.2(由DJ Infamous操刀)
- 2009: Greenlight(由DJ Ill Will和DJ Rockstar操刀)
- 2010: Greenlight 2(由DJ Ill Will和DJ Rockstar操刀)
- 2010: Greenlight 3(由DJ Ill Will和DJ Rockstar操刀)

## 影视演出
| 年份 | 片名                                                         | 角色             | 备注     |
| ---- | ------------------------------------------------------------ | ---------------- | -------- |
| 2001 | 卡门：嘻哈人生（Carmen: A Hip Hopera）                       | 狱友             | 友情出演 |
| 2002 | 本杰明一家（All About the Benjamins）                        |                  | 友情出演 |
| 2002 | 喬丹傳人（Like Mike）                                        | Calvin Cambridge | 主演     |
| 2004 | 约翰逊一家的快乐之旅（Johnson Family Vacation）              | D.J. Johnson     | 主演     |
| 2005 | 冰上迪斯科（Roll Bounce）                                    | Xavier "X" Smith | 主演     |
| 2006 | 玩命關頭3：東京甩尾（The Fast and the Furious: Tokyo Drift） | Twinkie          | 配角     |
| 2008 | 96分钟（96 Minutes）                                         | 待定             | 待定     |
| 2008 | Mr. Prez                                                     | 待定             |          |
| 2009 | 壯志驕陽（Hurricane Season）                                 | Gary Davis       | 配角     |
| 2009 | 驾驶课（Driving Lessons）                                    | 待定             | 待定     |
| 2010 | 瘋狂大樂透（Lottery Ticket）                                 | Kevin Carson     | 主角     |
| 2021 | 玩命關頭9                                                    | 汀奇（Twinkie）  | 配角     |

| 年份 | 片名     | 角色            | 备注                 |
| ---- | -------- | --------------- | -------------------- |
| 2001 | Moesha   | Ray             | 集名：That's My Mama |
| 2006 | 超人前传 | Baern           | 集名："Fallout"      |
| 2008 | 丑女贝蒂 | 本人            | 集名："Zero Worship" |
| 2008 | 明星伙伴 | 查理（Charlie） | 回归角色             |